# 버닝 (2018년 영화)
《버닝》은 2018년 5월 17일에 개봉한 대한민국의 영화이다. 이창동 감독의 장편 영화로 유아인, 전종서, 스티븐 연이 출연했다. 각자 자기만의 방식으로 살아 온 세 젊은이 종수, 벤, 해미의 만남과 이들 사이에 벌어지는 미스터리한 사건을 다룬다.
제71회 칸 영화제 경쟁 부문에 초청되어 2018년 5월 16일 뤼미에르 대극장에서 월드 프리미어로 상영됐다.

## 줄거리
유통회사 알바생 종수는 배달을 갔다가 어릴 적 같은 동네에서 살았던 해미를 만나고, 그녀에게서 아프리카 여행을 간 동안 자기가 키우는 고양이를 돌봐 달라는 부탁을 받는다. 여행에서 돌아온 해미는 아프리카에서 만난 벤이라는 정체불명의 남자를 종수에게 소개한다. 어느 날 벤은 해미와 함께 종수의 집으로 찾아와 자신의 비밀스러운 취미에 대해 고백한다. 그때부터 종수는 무서운 예감에 사로잡히게 된다.

## 캐스팅

### 주연
- 유아인 : 이종수 역
- 스티븐 연 : 벤 역
- 전종서 : 신해미 역

### 조연
- 김수경 : 연주 역
- 최승호 : 용석 역
- 문성근 : 변호사 역
- 민복기 : 판사 역
- 이수정 : 검사 역

### 단역
- 반혜라 : 종수 엄마 역
- 차미경 : 해미 엄마 역
- 이봉련 : 해미 언니 역
- 정창옥 : 이장 역
- 박승태 : 주인할머니 역
- 조영준 : 어린 종수 역
- 이영석 : 깔세매장 사장 역
- 신윤숙 : 사장 아내 역
- 서인정 : 이벤트 실장 역
- 배민정 : 임시매장 나레이터모델 역
- 장원형 : 원형 역
- 황은후 : 은후 역
- 김신록 : 신록 역
- 전석찬 : 석찬 역
- 옥자연 : 자연 역
- 윤대열 : 대열 역
- 김나윤 : 나윤 역
- 배건식 : 벤 형 역

## 제작
무라카미 하루키의 단편 소설 〈헛간을 태우다〉를 원작으로 하지만, 원작의 모티브만 가져와 등장인물의 성격 및 스토리에 변화를 줬다. 2017년 9월 11일에 크랭크인했고, 2018년 1월 30일 크랭크업했다.

## 같이 보기
- 대한민국의 아카데미 외국어 영화상 출품작
- 2018년 대한민국의 영화 목록